# Lacus Mortis
Il Lacus Mortis ("Lago della morte", in latino) è una pianura di lava basaltica nella zona nordorientale della Luna. Si trova proprio a sud dell'allungato Mare Frigoris, separato da questo da un sottile braccio di terreno roccioso.

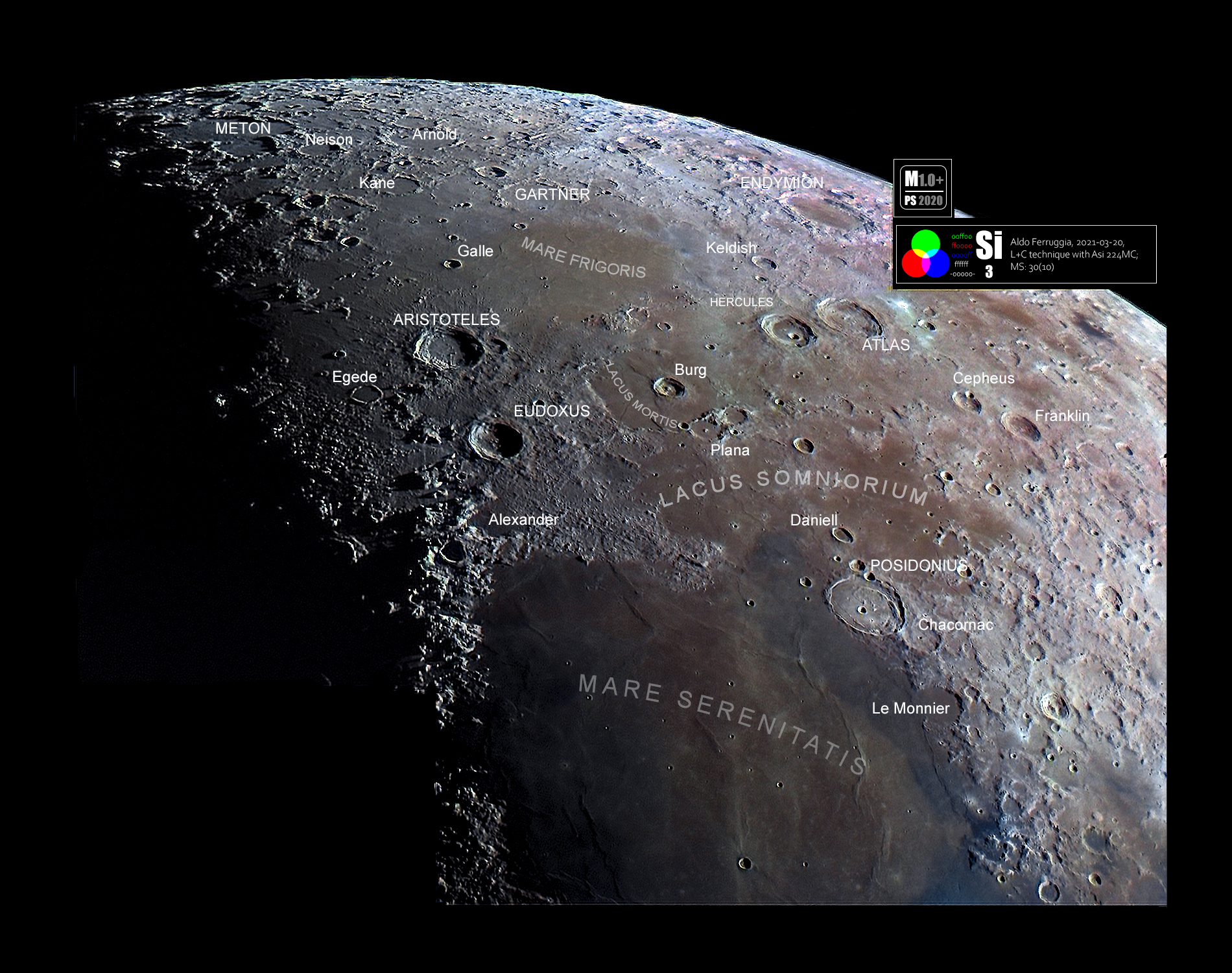
Immagine selenocromatica della zona di Lacus Mortis

A sud vi è il Lacus Somniorum, separato dal Lacus Mortis dalla coppia di crateri confinanti Plana-Mason, e da una striscia di superficie irregolare.
Situato prevalentemente ad est della parte centrale del lago è il cratere Bürg. Nella zona occidentale vi è invece un esteso sistema di rime intersecate fra loro, globalmente chiamate Rimae Bürg.